# OpenGeu
OpenGeu, anteriormente Geubuntu, era una distribución del sistema operativo GNU/LinuxLinux basada en la distribución Ubuntu, y que integra el uso de GNOME y Enlightenment en la interfaz gráfica de usuario. En 2012 se confirmó la disolución del proyecto cerrando el sitio web del mismo.
Fue comenzada y diseñada por el italiano Luca De Marini, (alias "TheDarkMaster"). Ésta distribución GNU/Linux mezcla las características de los entornos de escritorio GNOME y Enlightenment 17.
En esta distribución se pueden encontrar los clásicos conjuntos de aplicaciones de software de Ubuntu, mezcladas con aquellas proveídas y creadas para Enlightenment 17.

## OpenGEU y Geubuntu
OpenGEU es una construcción, no oficial, de Ubuntu. Inicialmente se llamó Geubuntu (Gnome + Enlightenment + Ubuntu). La distribución cambió su nombre de Geubuntu a OpenGEU el 21 de enero de 2008 a fin de eliminar el sufijo *buntu de su nombre. Esto se hizo con respeto a las políticas de marca registrada de Ubuntu, que exigen de todos reconocidos oficialmente derivados de Ubuntu se basan en software que se encuentra solo en los repositorios oficiales de Ubuntu.

## Instalación
La Instalación de OpenGEU se realiza generalmente con el Live CD, que permite al usuario de OpenGEU una primera prueba en su sistema antes de la instalación (aunque con un límite de rendimiento de carga de aplicaciones desde el disco). Esto es útil para las pruebas de compatibilidad de hardware y soporte de controladores. El CD también contiene el instalador Ubiquity, que guía al usuario en el proceso de instalación. Debido al hecho de que OpenGEU utiliza Ubiquity, el proceso de instalación es casi idéntico al de Ubuntu. Alternativamente, los usuarios pueden descargar una imagen de disco de CD de una fuente en línea que puede ser traspasada a un medio físico o ejecutar desde un disco duro a través de UNetbootin. En tercer lugar, los repositorios de OpenGEU pueden añadirse al sources.list de un usuario de Ubuntu, a fin de añadir el escritorio OpenGEU a un sistema de preexistente, basado en Ubuntu.

## Temas de OpenGEU
El gestor de ventanas E17 utiliza diferentes bibliotecas para renderizar aplicaciones  en el entorno gráfico. Para hacer que cada acción de aplicación se compara al mismo aspecto en el escritorio, es necesario para desarrollar temas para las bibliotecas que utilizan el mismo arte y gráficos. Esta es una tarea difícil y lento comparado con GNOME, donde todas las aplicaciones GTK utilizan las mismas bibliotecas para renderizar widgets.
OpenGEU ha desarrollado una forma de permitir cambiar fácilmente de un tema a otro, y en consecuencia cambiar los gráficos de cada componente de escritorio al mismo tiempo. Cada tema OpenGEU es también capaz de cambiar el aspecto de conjuntos de íconos y fondos de pantalla. En otras palabras, los temas OpenGEU son solo un conjunto de sub-temas para todas las bibliotecas diferentes utilizadas en la distribución  (edje, etk, ewl, gtk), diseñadas para que el usuario no note ningún cambio en la apariencia al abrir sus diversas aplicaciones.

## Sunshine y Moonlight
Los dos temas principales de OpenGEU son Sunshine y Moonlight. Si bien Sunshine y Moonlight son considerados como los temas primarios, también hay una serie de temas alternativos que están disponibles y hay más en el desarrollo en cada nueva versión.
OpenGEU se presenta como una distribución artística y el continuo desarrollo de estos temas es probable que sea una característica fundamental en las futuras versiones de OpenGEU.

## Lanzamientos
| Versión         | Nombre                 | Fecha de lanzamiento | Algunas características y captura     |
| 7.04            | Geubuntu Prima Luna    | 18 de septiembre de 2007 | Sunshine Edition - Moonlight Edition. |
| 7.10            | Geubuntu Luna Nuova    | 6 de diciembre de 2007 |                                       |
| 7.10            | OpenGEU Luna Nuova     | 21 de enero de 2008 |                                       |
| 8.04            | OpenGEU Luna Crescente | 8 de septiembre de 2008 |                                       |
| 8.10            | OpenGEU Luna Serena    | 12 de febrero de 2009 |                                       |
| 9.10            | OpenGEU Quarto di Luna | Esta versión está completa, sin embargo, no se puede descargar, porque no hay espacio disponible en el servidor de openGEU. |                                       |
| Versión Antigua | Versión Actual         | Versión Futura |                                       |

323/5000

## El final
A pesar de anunciar un cambio a Debian como base en lugar de Ubuntu un tiempo después de la publicación de Quarto di Luna en enero de 2010, nunca llegó un lanzamiento público. En agosto de 2012, el sitio web se eliminó junto con sus foros, listas de correo y otra información, lo que indica que el proyecto se ha disuelto.